# Mechel
Mechel OAO (russisch Мечел – челябинский металлургический комбинат, deutsche Transkription Metschel, übersetzt eigentlich Tscheljabinsker metallurgisches Kombinat) ist ein führendes Bergbau- und Montanunternehmen aus Russland mit Firmensitz in Moskau. Das Unternehmen ist an der Moskauer Börse gelistet und wird auch an der New York Stock Exchange gehandelt.
Mechel fördert Kohle, Eisenerz, Nickel, Chrom und produziert Stahl- und Edelstahlprodukte. Das Unternehmen hat Produktionsstandorte in Russland, Rumänien und Litauen.

## Unternehmensbereiche
- Mechel Steel Russland
  - Chelyabinsk Metallurgical Plant – Tscheljabinsk, Oblast Tscheljabinsk
  - Izhstal – Ischewsk; Republik Udmurtien
  - Belorezk Metallurgical Plant – Belorezk, Baschkortostan
  - Uralskaya Kuznitsa,  Tschebarkul – Oblast Tscheljabinsk
  - Moskow Coke Gasworks – Widnoje, Moskauer Oblast
  - Vyartsilsky Metizny Plant – Wjartsilja, Republik Karelien

- Mechel Steel Rumänien
  - Mechel Târgoviște – Târgoviște
  - Mechel Câmpia Turzii – Câmpia Turzii

- Mechel Steel Litauen
  - Mechel Nemunas – Kaunas

- Mechel Ferroalloy (Edelstahl)
  - Tichwiner Hüttenwerk – Tichwin, Oblast Leningrad
  - Woschod Chrom + Nickelbergwerk Schewtschenko – Chromtau, Kasachstan
  - Süduraler Nickelhütte – Orsk,  Oblast Orenburg
  - Bratsker Edelstahlwerk – Oblast Irkutsk

- Mechel Mining
  - Kohle
    - Southern Kuzbass Coal Company – Meschduretschensk, Oblast Kemerowo.
    - Jakutugol – Republik Sacha; Jakutien; Ferner Osten
    - Elgaugol – Republik Sacha; Jakutien; Ferner Osten

  - Eisenerz
    - Bergwerke: Korschunowski, Rudnogorski, Tatjaninski
    - Verarbeitung: Korschunowski GOK  – Schelesnogorsk-Ilimski, Irkutsker Oblast

- Mechel Transport
  - Mechel Transport Company: 3.600 Waggons

- Mechel Häfen
  - Posjet Ferner Osten, Japanisches Meer
  - Kambarka 116 km südöstlich von Ischewsk an der Kama; Republik Udmurtien
  - Temrjuk-Sotra in Temrjuk am Asowschen Meer

- Mechel Energieerzeugung und Verteilung
  - Southern Kuzbass GRES in Kaltan, Oblast Kemerowo
  - Kuzbass Energie Supply Company

- Übernahmen und Zukäufe
  - 2007
    - 49 % Toplofikatsia Ruse – Kraftwerk in Russe; Bulgarien[2]
    - Ductil Steel – Rumänien – 221 Mill $
    - Jakutugol + Elgaugol – Republik Sacha; Jakutien; Ferner Osten
    - Bratsker Edelstahlwerk – 187 Mill. $
    - Kuzbass Energie Supply Company – 49 % 44 Mill. $
    - Southern Kuzbass GRES in Kaltan; 93 % für 265 Mill. $

  - 2008
    - 2008 Oriel Resources (Nickel + Chrom); 1,5 Mrd. $

  - 2009
    - 2009 Bluestone Coal Corp. (Kohle) USA 570 Mill. $

2007 erhielt Mechel im Rahmen einer Versteigerung den Zuschlag für die Kohlegesellschaften Jakutugol und Elgaugol. Experten zufolge könnten die Kohlereserven in der Region bis zu 30–40 Mrd. t betragen.

### Elgaugol
Der Tagebau liegt ca. 800 km südlich von Jakutsk und baut Russlands größte Steinkohlelagerstätte ab. Die Elga-Lagerstätte besteht aus Kraftwerks- und Kokskohle; die Vorräte belaufen sich auf 2,1 Mrd. Tonnen. Damit ist sie eine der größten Steinkohlenlagerstätten der Welt. Der Abbau begann im August 2011, bis Jahresende sollte bereits eine Million Tonnen Kohle gefördert werden. Die geplante Jahresförderung nach Erreichen der vollen Produktion beträgt 27 Mio. Tonnen.
Um die Kohle zu erschließen, wird von der Baikal-Amur-Magistrale (BAM) eine 315 km lange Stichbahn sowie eine Straße gebaut. Parallel dazu entsteht in Wanino der größte Schüttguthafen des Fernen Ostens.
Ab 2012 sollten die Kohlezüge von Elga zum 2000 km entfernten Hafen rollen. Zusammen mit der Förderung aus dem Nerjungrinski-Tagebau sollten dort jährlich 15 Mill. t, ab 2015 dann 25 Mill. t umgeschlagen werden. Um diese Kohlemengen an den Pazifik zu transportieren, werden bis zu 220 Lokomotiven und 12.000 Waggons im Einsatz sein. Auf 150.000-t-Frachtern verlässt die Kohle dann Russland in Richtung Japan, Südkorea und Taiwan.
2010–2030 beliefert Mechel die russische Eisenbahn mit jährlich 400.000 t Schienen.